# Howard Stringer
Sir Howard Stringer, född 21 juli 1942, är en brittisk-amerikansk journalist och företagsledare som är ledamot för den statliga brittiska public service–företaget British Broadcasting Corporation (BBC) sedan 1 januari 2014.
Han avlade en kandidatexamen och en master i modern historia vid University of Oxford.
Stringer började sin jobbkarriär med att få anställning hos den amerikanska mediabolaget CBS med strö- och mindre avbetalda jobb och även en del journalistjobb. Mellan 1976 och 1984 jobbade han som exekutiv producent för CBS News för nyhetsprogrammen "CBS Reports" och "CBS Evening News with Dan Rather". 1986 blev han utsedd till president för CBS News. Där var han på den positionen i två år när ägarbolaget CBS Corporation befordrade honom till att bli koncernens president. En position som han satt fram till 1995, när han valde sluta på CBS för att ta sig an en ny utmaning. Samma år blev han president och vd för det nystartade mediabolaget Tele-TV med Bell Atlantic (nu Verizon Communication, Inc.) i ryggen. Stringer var dock där bara i två år tills Sony Corporation of America kom med ett jobberbjudande om att bli deras president och COO. Ett år senare blev han utsedd till styrelseordförande och vd för bolaget. Den 22 juni 2005 blev Stringer utsedd till styrelseordförande och vd för den japanska multinationella teknikkonglomeratet Sony Corporation och därmed den första icke-japanen som ledde Sony sedan bildandet av koncernen 1946. Han behöll de båda positionerna hos dotterbolaget Sony Corporation of America. Den 27 februari 2009 valde Stringer avsätta den dåvarande presidenten för koncernen, Ryōji Chūbachi på grund av rekordförluster inom koncernen och tog själv den positionen. Den 1 februari 2012 meddelade Sony att Stringer skulle avgå som koncernens president och vd den 1 april 2012 och skulle bli ersatt av japanen Kazuo Hirai som var koncernens verkställande vicepresident och styrelseordförande för Sony Computer Entertainment, Inc. Den 29 mars 2012 blev det offentligt att Stringer skulle lämna sina poster inom dotterbolaget Sony Corporation of America den 27 juni 2012 och bli ersatt av Michael Lynton som är styrelseordförande och vd för dotterbolaget Sony Pictures Entertainment. Inc. Stringer blev kvar som ordförande för koncernens styrelse fram till juni 2013. Han ersattes av Osamu Nagayama som är vd för japanska läkemedelsbolaget Chugai Pharmaceutical Company. Den 11 december samma år avslöjades att den statliga brittiska public service–företaget BBC hade utsett Stringer till ledamot i företagets styrelse med start från 1 januari 2014.